# W W
W W는 SK텔레시스가 2009년 11월 10일에 출시한 휴대 전화기이다.